# 上海市青浦高级中学
上海市青浦高级中学（Shanghai Qingpu Senior High School）是一所位于上海市青浦区的市实验性示范性高中。

## 学校历史
1923年秋，青浦县立初级中学于原城厢文昌宫成立（校址现为青浦区第二中学），曾更名为青浦县立中山中学校。1931年时，学校规模从最初的1个班27人扩大到7个班256人。在抗日战争期间，学校一度停办。1939年2月，在学校原址设立了青浦县立中学，在校生人数大幅下降，仅有3个班120人。
抗日战争结束后，学校恢复了原名。1949年9月，更名为苏南公立青浦初级中学，有7个班334名学生，学校也开始稳步发展。到了1955年，扩展到24个班级。之后的数年开始兴建新校区，并在青安路青浦初师的原址设立了分部。1956年，增办高中部，始称青浦县中学，是青浦县第一所完全中学。
1964年，全校迁到了青安路校区。在文化大革命期间，学校教职人员备受迫害，正常的教学工作无法开展，被迫停摆了近3年。直到粉碎四人帮后，教学工作才重回正轨。1978年，学校被列为县重点中学，规模大致为初、高中各12班。到1985年，共有初、高中27班，学生1378人，教职工109人。1987年，初中部独立建制，改为上海市青浦区实验中学，原青浦中学改为上海市青浦高级中学，成为市重点高中。
1999年9月，青浦县中学搬离青安路126号，搬入了位于公园东路1100号的新校址，并更名为上海市青浦高级中学。同年，在原校址新建了青浦区第一中学。

## 知名校友
- 郭祖超（1926届）：中国卫生统计学和军队卫生统计学的奠基人。先后担任《医学百科全书》医学统计分卷副主编，中华医学会卫生统计学组副组长，中国卫生统计学会第一届副会长，解放军医学会统计学专业学会顾问，中华医学会陕西分会第二届理事会理事
- 顾学箕（1927届）：曾任中华医学会永远会员，中华劳动卫生职业病学会副主任和上海分会主任，中华预防医学会上海分会会长、WHO职业卫生专家咨询组成员，中华预防医学会上海分会名誉会长，中国劳动保护科学技术学会，中国毒理学会及中国农村卫生协会顾问
- 张凡（1929届）：曾任浙江省工业厅副厅长、党组副书记，省人委工业办公室副主任，省重工业厅副厅长，省机械厅副厅长、顾问
- 刘曾达（1929届）：铁路桥梁工程专家，参与主持新中国的多项重点桥梁建设，囊括几乎所有的土木工程建设大奖
- 董建华（1930届）：中国工程院院士、中医泰斗，中华全国中医内科学会主任，卫生部学术委员会委员，第五届全国政协委员，第六、七、八届全国人大常务委员会委员，全国人大教科文卫委员会委员[4]
- 熊知行（1932届）：香港中文大学教授
- 张自申（1948届）：曾任上海大学美术学院院长
- 陈为松（1949届）：曾任中央军委纪委专职委员、常委、副书记，兼任纪检部部长并主持军委纪委常务工作，少将军衔[4]
- 王永健（1949届）：江苏省《红楼梦》学会副会长、江苏省明清小说研究会副会长
- 徐家铮（1951届）：中国书法家协会理事[5]
- 孙绍振（1952届）：文学评论家，福建师范大学文学院教授、博士生导师，福建省文史研究馆资深馆员
- 吴永刚（1954届）：导弹仿真技术专家，曾任中国空空导弹研究院课题组长、技术专业组长，研究院仿真总设计师、 型号副总师
- 陈继峰（1956届）：“国际和平奖章”获得者
- 陆炳林（1958届）：曾任中国人民解放军南京军区动员部部长
- 陆增祺（1959届）：曾任中国人民解放军总后勤部部长助理兼卫生部部长，中央保健委员会副主任，医学教授，少将军衔[6]
- 周介人（1959届）：曾任《上海文学》执行副主编，副编审
- 陆建华（1959届）：曾任上海歌舞团国家一级作曲家
- 陈棣（1959届）：外交官，曾任中华人民共和国驻立陶宛大使、中华人民共和国驻哈萨克斯坦大使、中华人民共和国驻波兰大使
- 曹亦清（1959届）：曾任铁道部株洲车辆厂副总工程师，高级工程师
- 袁井圻（1959届）：曾任中国人民解放军空军军医大学口腔医学院院长
- 陈铁峰（1959届）：光学专家，中国科学院感光化学研究所研究员
- 席德顺（1960届）：高炉管道权威，曾任宝钢集团首席专家
- 凌桂明（1961届）：著名舞蹈家、芭蕾舞教育家、国家一级演员，先后在舞剧《天鹅湖》、《吉赛尔》、《白毛女》、《红色娘子军》等中担任主要演员，历任中国舞蹈家协会理事、上海戏剧学院舞蹈学院院长
- 黄宁康（1961届）：原子核技术及应用研究专家，国务院政府特殊津贴专家，四川省学术和技术带头人
- 沈建中（1962届）：曾任中国科学院声学研究所研究员、无损检测学会主任委员
- 胡志江（1962届）：曾任新疆维吾尔自治区财政厅副厅级巡检员
- 康宝初（1964届）：中国人民解放军空军特级飞行员
- 陆行素（1964届）：曾任中国图书馆学会常务理事、天津图书馆馆长
- 吴兆林（1966届）：制冷与低温工程专家，曾任上海理工大学工程技术研究院院长，曾获国家军队科技进步二等奖，国务院政府特殊津贴专家
- 左建华（1966届）：著名国画家，国家一级美术师，国务院国宾礼特供推荐艺术家
- 吴鸿洲（1966届）：曾任上海中医药大学医史教研室主任，上海中医药博物馆馆长，全国高校博物馆专业委员会主任委员，上海市医史学会主任委员
- 朱国权（1966届）：曾任上海市乡镇企业协会第二届理事会理事，全国优秀管理经营者，全国“五一”劳动奖章获得者，全国劳动模范
- 顾敏（1976届）：首位华裔澳大利亚两院院士（科学院院士和技术科学与工程学院院士），中国工程院外籍院士[7]

## 校园活动

### 全校性活动
- 4月，举办“五四美育大世界”文艺表演会[8]
- 5月底，举办“青中嘉年华”

- 9月底至10月初，学校会根据天气及调休情况择期举办校运会
- 12月，举办纪念“一二·九运动”的“一二·九班班有歌声”[9]
- 每学期利用课余时间举办篮球赛

### 高一年级
- 8月，入学前军训[10]
- 第一学期上旬，东方绿舟军训

### 高二年级
- 学农活动[11]

### 高三年级
- 11月，前往沙家浜举行“十八岁成人仪式”[12]